# 孔杜马尔
孔杜马尔（Kondumal），是印度马哈拉施特拉邦钱德拉布尔县的一个城镇。总人口11722（2001年）。

## 人口
该地2001年总人口11722人，其中男性6094人，女性5628人；0—6岁人口1515人，其中男816人，女699人；识字率83.75%，其中男性为85.58%，女性为81.77%。